# Kongebryllup i Athen
Kongebryllup i Athen er en dansk dokumentarfilm fra 1964 instrueret af Helge Robbert efter eget manuskript.

## Handling
Prinsesse Anne-Maries giftermål med Kong Konstantin af Grækenland.